# Barry Nelson
Robert Haakon Nielsen, mais conhecido por seu nome artístico Barry Nelson (São Francisco, 16 de abril de 1917 — Condado de Bucks, 7 de abril de 2007) foi um ator estadunidense.
É lembrado em sua terra natal pelo papel de James Bond no telefilme Cassino Royale (Casino Royale (1954)). Ele e David Niven são os únicos intérpretes de 007 que nunca fizeram o papel em filmes produzidos pela EON Productions .
Barry Nelson morreu de causa desconhecida enquanto viajava para a Pensilvânia. Até antes de sua morte, Nelson nunca foi muito reconhecido ou valorizado fora de seu país. O ator completaria 90 anos exatamente uma semana após sua morte.

## Filmografia parcial
- Shadow of the Thin Man (1941) (MGM) ... Paul Clark
- Johnny Eager (1942) (MGM) ... Lew Rankin
- Dr. Kildare's Victory (MGM) (1942) ... Samuel Z. Cutter
- The Human Comedy (1943) (MGM) ... Fat, first soldier
- Bataan (1943) (MGM) ... F.X. Matowski
- A Guy Named Joe (1943) (MGM) ... Dick Rumney
- The Man with My Face (1951) (United Artists) ... Charles "Chick" Graham/Albert "Bert" Rand
- Casino Royale (1954) ... James Bond
- Airport (1970) (Universal) ... Capt. Anson Harris
- Pete 'n' Tillie (1972) (Universal) ... Burt
- The Shining (1980) (Warner Bros.) ... Stuart Ullman